# Kylie Gill
Kylie Jane Gill (* 8. Januar 1974 in Sydney) ist eine ehemalige neuseeländische Freestyle-Skierin.

## Werdegang
Gill, die zunächst in allen Freestyle-Skiing-Disziplinen startete und sich ab der Saison 1993/94 auf die Buckelpisten-Disziplinen Moguls und Dual Moguls spezialisierte, trat international erstmals bei den Weltmeisterschaften im Februar 1991 in Lake Placid in Erscheinung. Dort kam sie auf den 23. Platz im Ballett und auf den 22. Rang im Moguls. Im selben Monat nahm sie in La Clusaz erstmals am Weltcup teil, wobei sie den 22. Platz im Moguls und den 19. Platz im Ballett errang. Im folgenden Monat erreichte sie in Voss mit dem dritten Platz in der Kombination ihre erste Podestplatzierung im Weltcup und zum Saisonende den sechsten Platz im Kombinationsweltcup. In der Saison 1991/92 kam sie in Blackcomb mit dem zweiten Platz in der Kombination letztmals im Weltcup aufs Podest und errang den siebten Platz im Kombinationsweltcup. Zudem nahm sie an den Olympischen Winterspielen 1992 in Albertville am Demonstrationswettbewerb in der Disziplin Aerials teil und wurde dabei Zehnte. In den folgenden Jahren belegte sie bei den Weltmeisterschaften 1993 in Altenmarkt-Zauchensee den 24. Platz im Ballett und bei den Weltmeisterschaften 1997 im Iizuna Kōgen Sukī-jō den 25. Rang im Moguls. Zudem wurde sie in der Saison 1992/93 mit zwei Top-Zehn-Platzierungen Sechste im Kombinationsweltcup und kam damit im Weltcup letztmals unter den ersten Zehn. Letztmals international startete sie bei den Olympischen Winterspielen 1998 in Nagano, wobei sie den 26. Platz im Moguls-Wettbewerb errang.

## Erfolge

### Olympische Spiele
- 1992 Albertville: 10. Platz Aerials (Demonstrationswettbewerb)
- 1998 Nagano: 26. Platz Moguls

### Weltmeisterschaften
- 1991 Lake Placid: 22. Platz Moguls, 23. Platz Ballett
- 1993 Altenmarkt: 24. Platz Ballett
- 1997 Iizuna Kōgen: 25. Platz Moguls

### Weltcup-Gesamtplatzierungen
Gill nahm an 85 Weltcups teil und erreichte 11 Top-Zehn-Platzierungen sowie zwei Podestplatzierungen.
| Saison  | Gesamt | Gesamt | Moguls | Moguls | Dual Moguls | Dual Moguls | Aerials | Aerials | Ballett | Ballett | Kombination | Kombination |
| Saison  | Punkte | Platz  | Punkte | Platz  | Punkte      | Platz       | Punkte  | Platz   | Punkte  | Platz   | Punkte      | Platz       |
| ------- | ------ | ------ | ------ | ------ | ----------- | ----------- | ------- | ------- | ------- | ------- | ----------- | ----------- |
| 1990/91 | 2      | 42.    | 3      | 22.    | –           | –           | 2       | 27.     | –       | –       | 15          | 6.          |
| 1991/92 | 3      | 36.    | 6      | 24.    | –           | –           | 7       | 22.     | –       | –       | 10          | 7.          |
| 1992/93 | 45     | 46.    | 68     | 34.    | –           | –           | 176     | 20.     | 64      | 30.     | 172         | 6.          |
| 1993/94 | 18     | 72.    | 148    | 28.    | –           | –           | –       | –       | –       | –       | –           | –           |
| 1994/95 | 10     | 77.    | 72     | 32.    | –           | –           | –       | –       | –       | –       | –           | –           |
| 1996/97 | 5      | 87.    | 20     | 33.    | 16          | 34.         | –       | –       | –       | –       | –           | –           |
| 1997/98 | 3      | 111.   | 16     | 42.    | 4           | 33.         | –       | –       | –       | –       | –           | –           |